# Ice Cube
Ice Cube, pseudonimo di O'Shea Jackson (Los Angeles, 15 giugno 1969), è un rapper, attore e produttore discografico statunitense.
Dopo l'esperienza con gli N.W.A, che ha lanciato la sua carriera come gangsta rapper, è entrato nei Westside Connection.

## Biografia
Ice Cube è nato nel South Central di Los Angeles; da Doris, addetta di un ospedale nonché guardiano, e Hosea Jackson, che lavorava per l'UCLA. Cugino del rapper Del tha Funkee Homosapien, nel 1992 si convertì all'islam. Anche suo figlio O'Shea Jackson Jr. è rapper e attore e lo ha impersonato nel film biografico Straight Outta Compton.
Inizia a scrivere testi al liceo, tra cui quello di Boyz 'N Da Hood. Il primo gruppo che forma è The C.I.A. (Cru' In Action!) creato insieme al suo amico Sir Jinx, conoscono Dr. Dre e Eazy-E e con l'ultimo forma gli N.W.A. Per via degli studi si trasferisce a Phoenix nel 1987, ma dopo un anno decide di ritornare: nel 1988 esce Straight Outta Compton, album di debutto degli N.W.A, con il quale ottennero una lettera intimidatoria dell'FBI riferita allo street anthem del gruppo, intitolato Fuck tha Police. Le vendite superano i tre milioni di copie.
Nel 1989 Cube lascia gli N.W.A per andare a New York con la sua nuova crew, Da Lench Mob e nel 1990 Cube realizza l'album AmeriKKKa's Most Wanted, che diventa disco d'oro dopo due settimane e di platino dopo tre mesi. Dopo aver fondato una propria etichetta produce l'album di debutto di Yo-Yo. Alla fine del 1990 esce l'EP Kill at Will, seguito in primavera da Make Way for the Motherlode di Yo-Yo. La stessa estate Cube debutta come attore in Boyz n the Hood - Strade violente, diretto da John Singleton. Nel novembre del 1991 esce Death Certificate, album che vende oltre un milione di copie; qui si osserva il suo odio per il manager degli N.W.A Jerry Heller (nel brano No Vaseline) o il contrasto con le altre etnie (Black Korea).
Nel 1992 partecipa al Lollapalooza, si converte all'Islam e pubblica The Predator che diventa disco di platino in quattro giorni. Arriva al primo posto nella classifica pop e in quella R&B. I singoli sono It Was a Good Day e Check Yo Self, realizzata in collaborazione con i Das EFX. Si è sposato con Kimberly Woodruff ed ha avuto 4 figli. Nel 1994 produce il disco di debutto dei Lench Mob Guerillas in tha Mist, quello di Kam Neva Again, realizza alla fine dell'anno la compilation di remix Bootlegs & B-Sides. Infine riprende la carriera cinematografica partecipando a film come Trespass CB4, The Glass Shield di Charles Burnett, Higher Learning di Singleton, Anaconda, 3 Kings con George Clooney e Mark Wahlberg. Recita e produce i Dangerous Ground e The Player's Club, film da lui scritto, co-diretto e prodotto. Nel 1998 esce War and Peace: The War Disc, idealmente completato due anni dopo da The Peace Disc.

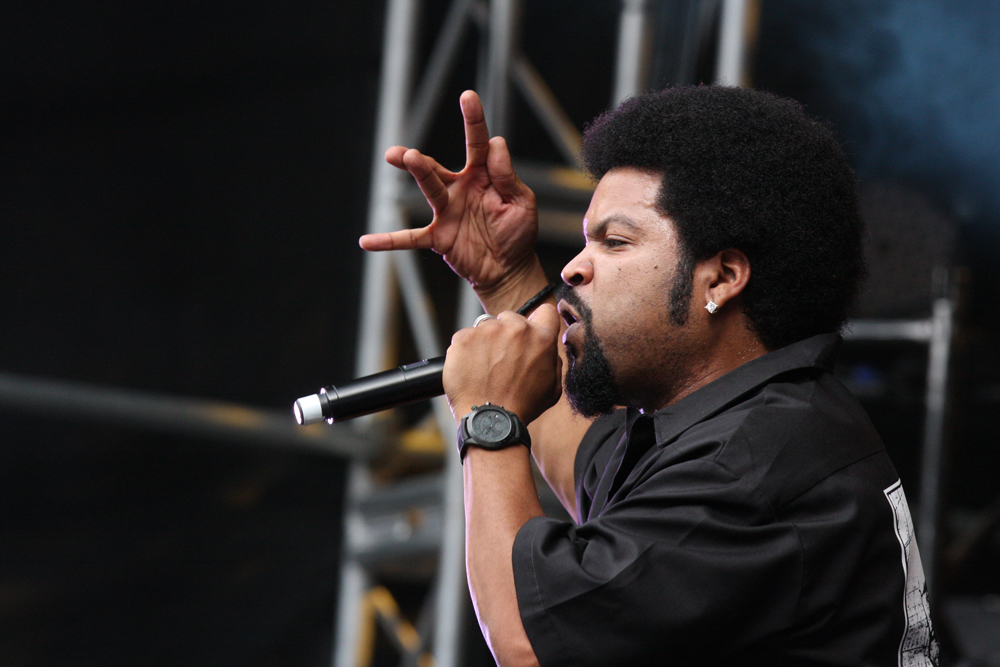
Ice Cube nel 2012

Dopo aver prodotto alcuni rapper come Mack 10 e WC forma la Westside Connection con cui grazie a Bow Down, ottiene il doppio platino, seguito da May 2000. Ice Cube recita poi nel film Barbershop con Eve, e in Barbershop 2. Nel 2003 esce il singolo Gangsta Nation e l'ultimo LP della Westside Connection: Terrorist Threats. Nel 2001 recita nel film di John Carpenter Fantasmi da Marte, mentre nel 2004 ha preso parte al cast del film Torque - Circuiti di fuoco; nel 2005 è il protagonista del film xXx 2: The Next Level. Il 2006 è ritornato sulle scene musicali con l'album Laugh Now, Cry Later, trascinato dal singolo Why We Thugs. Nel 2008 pubblica Raw Footage, album che riscuote un buon successo sia di critica che di pubblico. Nel 2010 è uscito il suo nono album intitolato I Am the West, album in cui Ice Cube propone un nuovo genere, che richiama il gangsta rap, ma con toni più pacati. Non ha riscosso il successo che Cube si aspettava.
Nel dicembre 2018 ha pubblicato il decimo album in studio Everythang's Corrupt, anticipato di poche settimane dal singolo Arrest the President, il cui testo è una critica contro Donald Trump.
Nel 2024 è uscito il quindicesimo album Man Down, anticipato dal singolo It's My Ego, di buon successo commerciale.

## Discografia

### Da solista
Album in studio
- 1990 – AmeriKKKa's Most Wanted
- 1991 – Death Certificate
- 1992 – The Predator
- 1993 – Lethal Injection
- 1998 – War & Peace - Vol. 1 (The War Disc)
- 2000 – War & Peace - Vol. 2 (The Peace Disc)
- 2006 – Laugh Now, Cry Later
- 2008 – Raw Footage
- 2010 – I Am the West
- 2018 – Everythang's Corrupt
- 2024 – Man Down

Raccolte
- 1994 – Bootlegs & B-Sides
- 1997 – Featuring...Ice Cube
- 2001 – Greatest Hits
- 2007 – In the Movies
- 2008 – The Essentials
- 2013 – Icon

EP
- 1990 – Kill at Will

Singoli
- 1990 – Who's the Mack?
- 1990 – AmeriKKKa's Most Wanted
- 1990 – Dead Homiez
- 1990 – Jackin' for Beats
- 1992 – True to the Game/Givin' Up the Nappy Dug Out
- 1992 – It Was a Good Day
- 1992 – Wicked
- 1993 – Check Yo Self (con i Das EFX)
- 1993 – Really Doe/My Skin Is My Sin
- 1994 – You Know How We Do It
- 1994 – Bop Gun (One Nation) (con George Clinton)
- 1994 – Natural Born Killaz (con Dr. Dre)
- 1997 – The World Is Mine
- 1998 – Pushin' Weight (con Mr. Short Khop)
- 1998 – F*** Dying (con i Korn)
- 1999 – Hello (con Dr. Dre e MC Ren)
- 1999 – You Can Do It (con Mack 10 e Ms. Toi)
- 2000 – Until We Rich (con Krayzie Bone)
- 2001 – $100 Bill Y'All
- 2006 – Chrome and Paint (con WC)
- 2006 – Why We Thugs
- 2006 – Go to Church (con Snoop Dogg e Lil Jon)
- 2006 – Steal the Show
- 2008 – Gangsta Rap Made Me Do It
- 2008 – Do Ya Thang
- 2008 – Why Me?
- 2010 – I Rep That West
- 2024 – It's My Ego

### Con i The C.I.A.
- 1986 – Cru' in Action

### Con gli N.W.A
- 1988 – Straight Outta Compton

### Con i Westside Connection
- 1996 – Bow Down
- 2003 – Terrorist Threats

## Filmografia

### Attore

#### Cinema
- Boyz n the Hood - Strade violente (Boyz n the Hood), regia di John Singleton (1991)
- I trasgressori (Trespass), regia di Walter Hill (1992)
- Il distintivo di vetro (The Glass Shield), regia di Charles Burnett (1994)
- L'università dell'odio (Higher Learning), regia di John Singleton (1995)
- Ci vediamo venerdì (Friday), regia di F. Gary Gray (1995)
- Dangerous Ground, regia di Darrell Roodt (1997)
- Anaconda, regia di Luis Llosa (1997)
- The Players Club, regia di Ice Cube (1998)
- I Got the Hook Up, regia di Michael Martin (1998)
- Three Kings, regia di David O. Russell (1999)
- Thicker Than Water, regia di Richard Cummings Jr. (1999)
- Next Friday, regia di Steve Carr (2000)
- Fantasmi da Marte (Ghosts of Mars), regia di John Carpenter (2001)
- All About the Benjamins, regia di Kevin Bray (2002)
- La bottega del barbiere (Barbershop), regia di Tim Story (2002)
- Friday After Next, regia di Marcus Raboy (2002)
- Torque - Circuiti di fuoco (Torque), regia di Joseph Kahn (2004)
- La bottega del barbiere 2 (Barbershop 2: Back in Business), regia di Kevin Rodney Sullivan (2004)
- Io, lei e i suoi bambini (Are We There Yet?), regia di Brian Levant (2005)
- xXx 2: The Next Level (xXx: State of the Union), regia di Lee Tamahori (2005)
- Finalmente a casa (Are We Done Yet?), regia di Steve Carr (2007)
- First Sunday - Non c'è più religione (First Sunday), regia di David E. Talbert (2008)
- Una squadra molto speciale (The Longshots), regia di Fred Durst (2008)
- The Janky Promoters, regia di Marcus Raboy (2009)
- Lottery Ticket, regia di Erik White (2010)
- Rampart, regia di Oren Moverman (2011)
- 21 Jump Street, regia di Phil Lord e Christopher Miller (2012)
- Poliziotto in prova (Ride Along), regia di Tim Story (2014)
- 22 Jump Street, regia di Phil Lord e Christopher Miller (2014)
- Un poliziotto ancora in prova (Ride Along 2), regia di Tim Story (2016)
- La bottega del barbiere 3 (Barbershop: The Next Cut), regia di Malcolm D. Lee (2016)
- xXx - Il ritorno di Xander Cage (xXx: Return of Xander Cage), regia di D.J. Caruso (2017)
- Botte da prof. (Fist Fight), regia di Richie Keen (2017)
- L'assistente della star (The High Note), regia di Nisha Ganatra (2020)
- La guerra dei mondi (War of the worlds), regia di Rich Lee (2025)

## Doppiatori italiani
Nelle versioni in italiano dei suoi film, Ice Cube è stato doppiato da:
- Simone Mori in Il distintivo di vetro, Anaconda, Three Kings, Fantasmi da Marte, Io, lei e i suoi bambini, xXx 2: The Next Level, Finalmente a casa, First Sunday - Non c'è più religione, Una squadra molto speciale, 21 Jump Street, Poliziotto in prova, 22 Jump Street, Un poliziotto ancora in prova, xXx - Il ritorno di Xander Cage, Botte da Prof., L'assistente della star, La guerra dei mondi
- Corrado Conforti in Boyz n the Hood - Strade violente, L'università dell'odio
- Roberto Stocchi in I trasgressori
- Oreste Baldini in La bottega del barbiere
- Roberto Draghetti in Torque - Circuiti di fuoco
- Gaetano Varcasia in La bottega del barbiere 2
- Francesco Pannofino in Terra senza pietà
- Pierluigi Astore in Rampart
- Alberto Angrisano in La bottega del barbiere 3

Da doppiatore è sostituito da:
- Luigi Ferraro ne Il libro della vita
- Andrea Ward in Tartarughe Ninja - Caos mutante